# Anthidium ordinatum
Anthidium ordinatum es una especie de abeja del género Anthidium, familia Megachilidae. Fue descrita científicamente por Smith en 1879.
Los machos midan aproximadamente 26 milímetros de largo, mientras que las hembras miden entre 20 y 22 milímetros de largo.

## Distribución geográfica
Esta especie habita en la subregión de Asia del Sur.